# Ravageurs de la pomme de terre
Les ravageurs de la pomme de terre sont nombreux et appartiennent majoritairement à la classe des insectes. Outre les dommages directs qu'ils causent aux cultures de pommes de terre, ils sont aussi dans certains cas les vecteurs de maladies virales et bactériennes. Leurs dégâts peuvent aussi favoriser le développement de maladies cryptogamiques. Beaucoup d'entre eux sont polyphages, mais certains insectes, comme le doryphore, sont spécifiques des Solanaceae et attaquent aussi d'autres plantes cultivées comme la tomate ou d'autres solanées sauvages. 

## Insectes

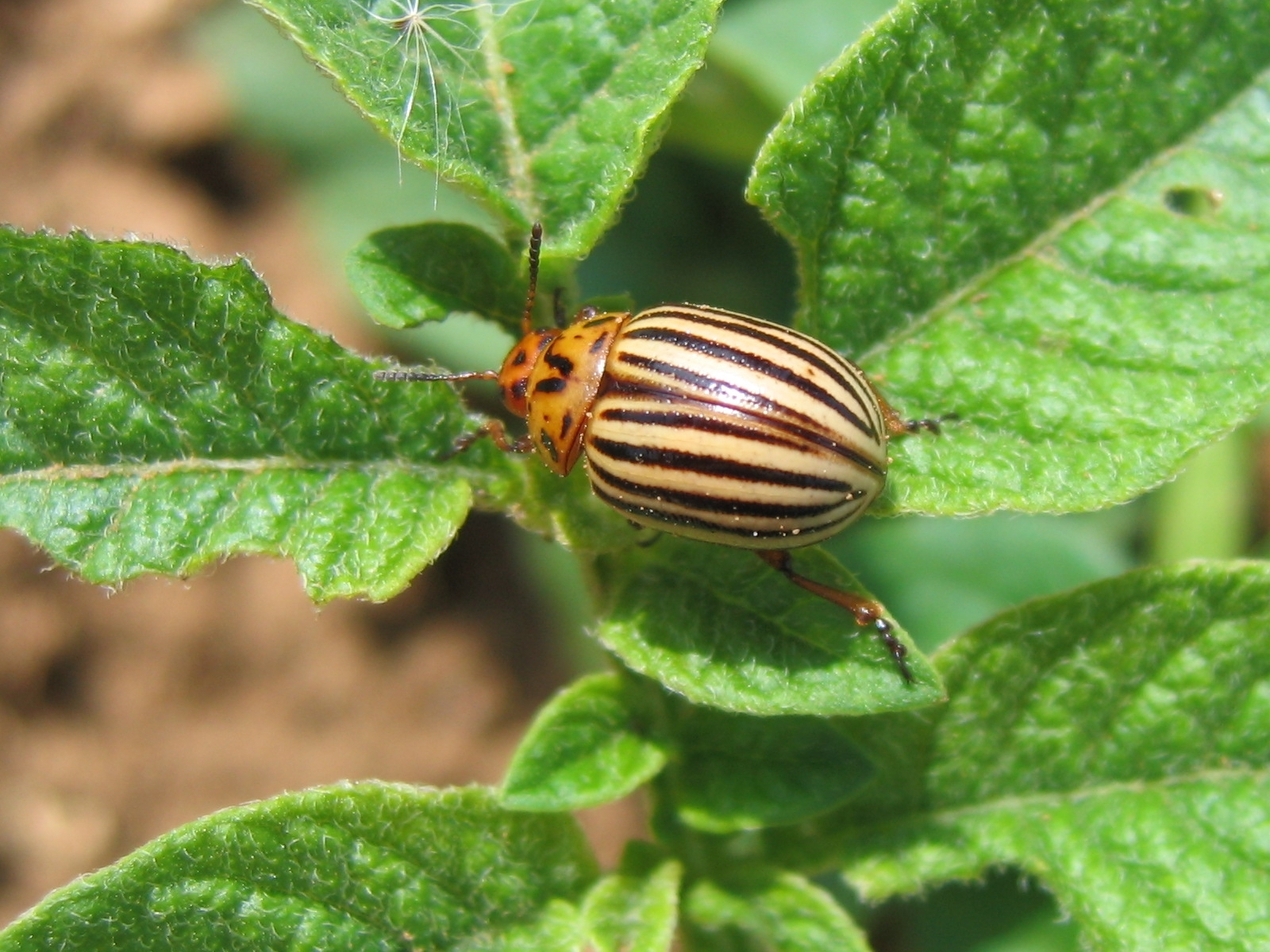
Doryphore adulte

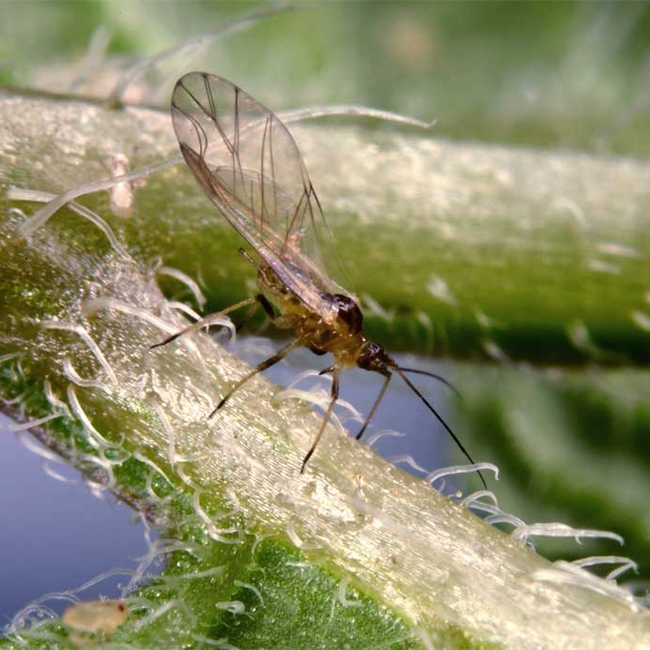
Puceron vert du pêcher, forme ailée d'été

De nombreuses espèces d'insectes sont des déprédateurs de la pomme de terre. trois catégories sont particulièrement importantes.
- les insectes défoliateurs au premier rang desquels, le doryphore ;
- les déprédateurs des tubercules, dont les teignes, qui sont à redouter aussi en période de stockage ;
- les pucerons, insectes piqueurs, qui sont plus dangereux parce qu'ils sont les vecteurs de virus que par leur dégâts directs.

Le doryphore (Leptinotarsa decemlineata), insecte très prolifique de l’ordre des Coléoptères, est le principal ravageur de la pomme de terre dans l’hémisphère nord. Ses larves, qui vivent trois semaines, peuvent anéantir le feuillage des plantes. Les adultes (imago) dévorent aussi les feuilles.
En Amérique du Nord, d'autre coléoptères appartenant au genre Epicauta dont les adultes peuvent attaquer, parmi d'autres, les cultures de pomme de terre. Il s'agit en particulier du méloé rayé (Epicauta vittata) et de la chrysomèle de la pomme de terre (Lema daturaphila).
La teigne de la pomme de terre (Phthorimaea operculella), appartenant à la famille des Gelechiidae, est un petit papillon, de 10 à 15 millimètres d’envergure, présent dans toutes les régions tropicales et subtropicales. Ses chenilles mineuses creusent leurs galeries dans les tiges ou le limbe des feuilles et surtout dans les tubercules, qu’elles rendent impropres à la vente et qu’elles attaquent aussi en période de stockage.
Deux autres teignes de la pomme de terre, de la même famille, Tecia solanivora, la teigne du Guatemala, et Symmetrischema tangolias sont présentes seulement en Amérique, et en Australasie pour la seconde.
De nombreux autres insectes sont des ravageurs de la pomme de terre dont l’altise de la pomme de terre (Psylliodes affinis), la cicadelle des grillures de la vigne (Empoasca vitis), le hanneton commun (Melolontha melolontha), la noctuelle des moissons (Agrotis segetum), la punaise verte des pousses (Lygus pabulinus), les taupins (Agriotes lineatuset  Agriotes obscurus) et divers pucerons : puceron vert du pêcher (Myzus persicae), puceron vert et rose de la pomme de terre (Macrosiphum euphorbiae), puceron noir de la fève (Aphis fabae), puceron de la digitale (Aulacorthum solani), puceron du nerprun (Aphis nasturtii). Les pucerons sont les redoutables agents de diverses viroses.
La punaise de la pomme de terre (Calocoris norvegicus) et d'autres hémiptères, la punaise verte des pousses (Lygocoris pabulinus) et les punaises ternes (Lygus pratensis) et (Lygus rugulipennis), sont susceptibles d'attaquer le feuillage.
Ravageurs présents seulement en Amérique du Sud ou en Amérique centrale : charançon andin de la pomme de terre, teigne guatémaltèque de la pomme de terre.
La mouche mineuse des feuilles (Liriomyza huidobrensis), originaire d'Amérique du Sud, s'est répandue dans les autres continents.
Le psylle de la pomme de terre (Bactericera cockerelli), provoque des symptômes de jaunisse sur les pommes de terre (et également les tomates) en Amérique du Nord.
Henosepilachna vigintioctopunctata, la coccinelle de la pomme de terre ou coccinelle à 28 points,  est une coccinelle phytophage qui attaque, entre autres, les cultures de pomme de terre en Asie, en Australie et en Nouvelle-Zélande.

## Nématodes
Diverses espèces de nématodes attaquent également la pomme de terre, parmi lesquels le nématode doré de la pomme de terre (Globodera rostochiensis), le nématode blanc de la pomme de terre (Globodera pallida), le nématode cécidogène du Nord (Meloidogyne hapla) et celui responsable de la maladie vermiculaire de la pomme de terre (Ditylenchus destructor).
- Nématode doré de la pomme de terre (nématode à kystes de la pomme de terre) Globodera rostochiensis
- Nématode blanc de la pomme de terre (nématode à kystes de la pomme de terre)  Globodera pallida
- Nématode des prairies ou nématode des racines[4], Pratylenchus spp., Pratylenchus brachyurus, Pratylenchus penetrans, Autres espèces : , Pratylenchus scribneri, Pratylenchus neglectus, Pratylenchus thornei, Pratylenchus crenatus, Pratylenchus andinus, Pratylenchus vulnus, Pratylenchus coffeae
- Maladie vermiculaire de la pomme de terre[5], Ditylenchus destructor
- Nématode à galles, Meloidogyne spp., Meloidogyne hapla, Meloidogyne incognita, Meloidogyne javanica, Meloidogyne chitwoodi
- Nématode piqueur, Belonolaimus longicaudatus
- Nématodes des racines déformées, Paratrichodorus spp., Trichodorus spp.

## Autres groupes
D’autres groupes d’animaux sont également concernés, les acariens dont le tétranyque tisserand (Tetranychus urticae) et l’acarien des racines (Rhizoglyphus echinopus)  et parmi les mollusques ; la petite limace grise (Deroceras reticulatum).
Des mammifères  peuvent aussi causer des dégâts aux cultures et aux stocks de pomme de terre. c'est le cas par exemple en Californie de rongeurs, dont des campagnols du genre Microtus, tels  Microtus californicus et Microtus montanus.